# Novempopulanie
Pour les articles homonymes, voir Aquitaine.
IIIe siècle – 626
Entités précédentes :
- Gaule aquitaine

Entités suivantes :
- Vasconie

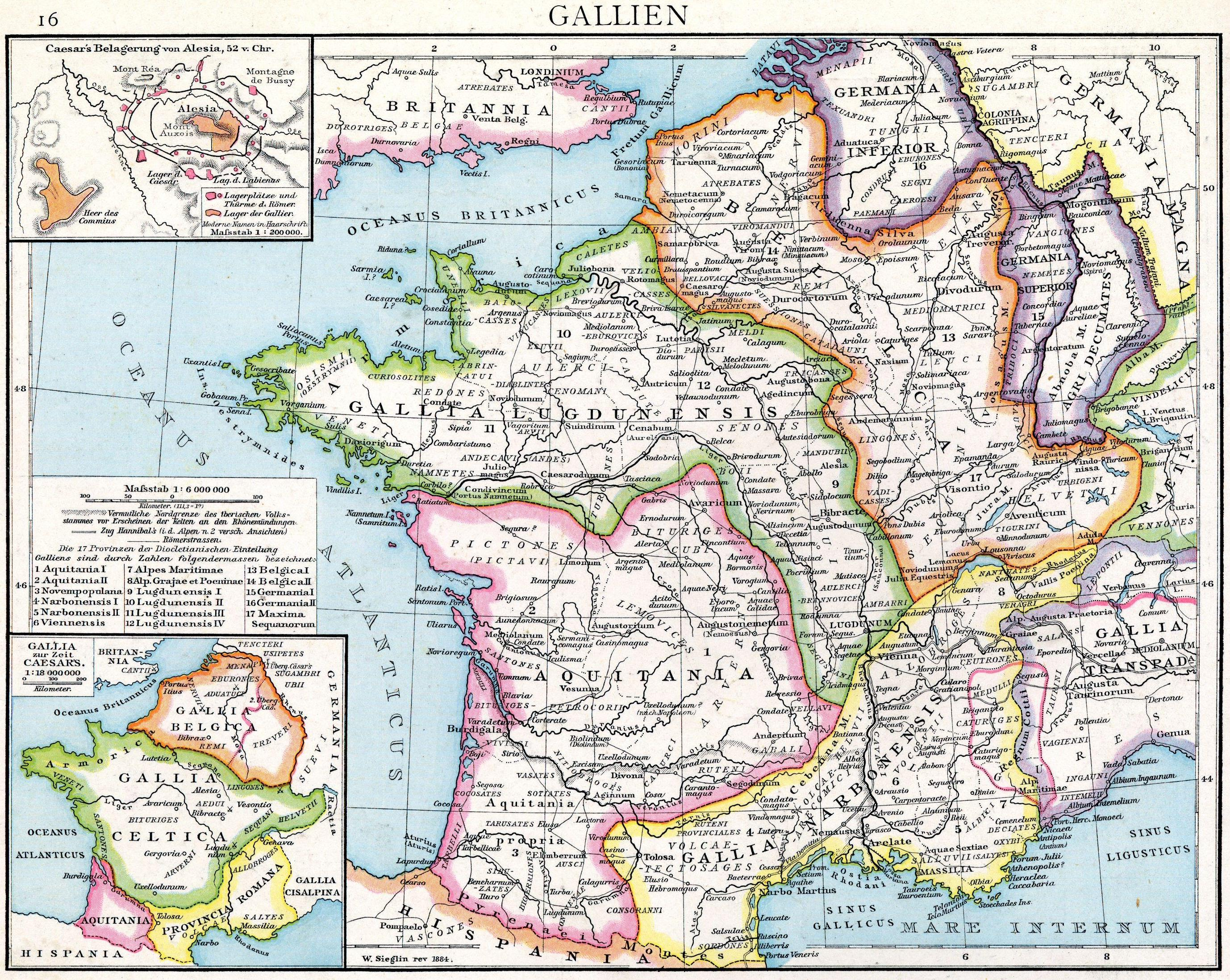
Provinces de la Gaule romaine, Gustav Droysen, Historischen Handatlas, 1886.

La Novempopulanie (en latin Novempopulania, c'est-à-dire : « Pays des Neuf Peuples ») ou Aquitaine de Novempopulanie (Aquitania novempopulana) ou Aquitaine IIIe (Aquitania Tertia), est une province gauloise de l'empire romain issue de la division de la province de Gaule aquitaine par Dioclétien.
Rassemblant les cités situées au sud de la Garonne, dont une débordant au nord du fleuve, celle des Vasates, elle correspond en gros à l'Aquitaine protohistorique, l'Aquitania dont parle Jules César au début de la Guerre des Gaules, alors que l'Aquitaine définie par Auguste s'étendait jusqu'à la Loire.
Sa métropole est Eauze (Elusa), chef-lieu de la cité des Elusates, peuple proto-basque et non pas celte.

Tribus de langue proto-basque.

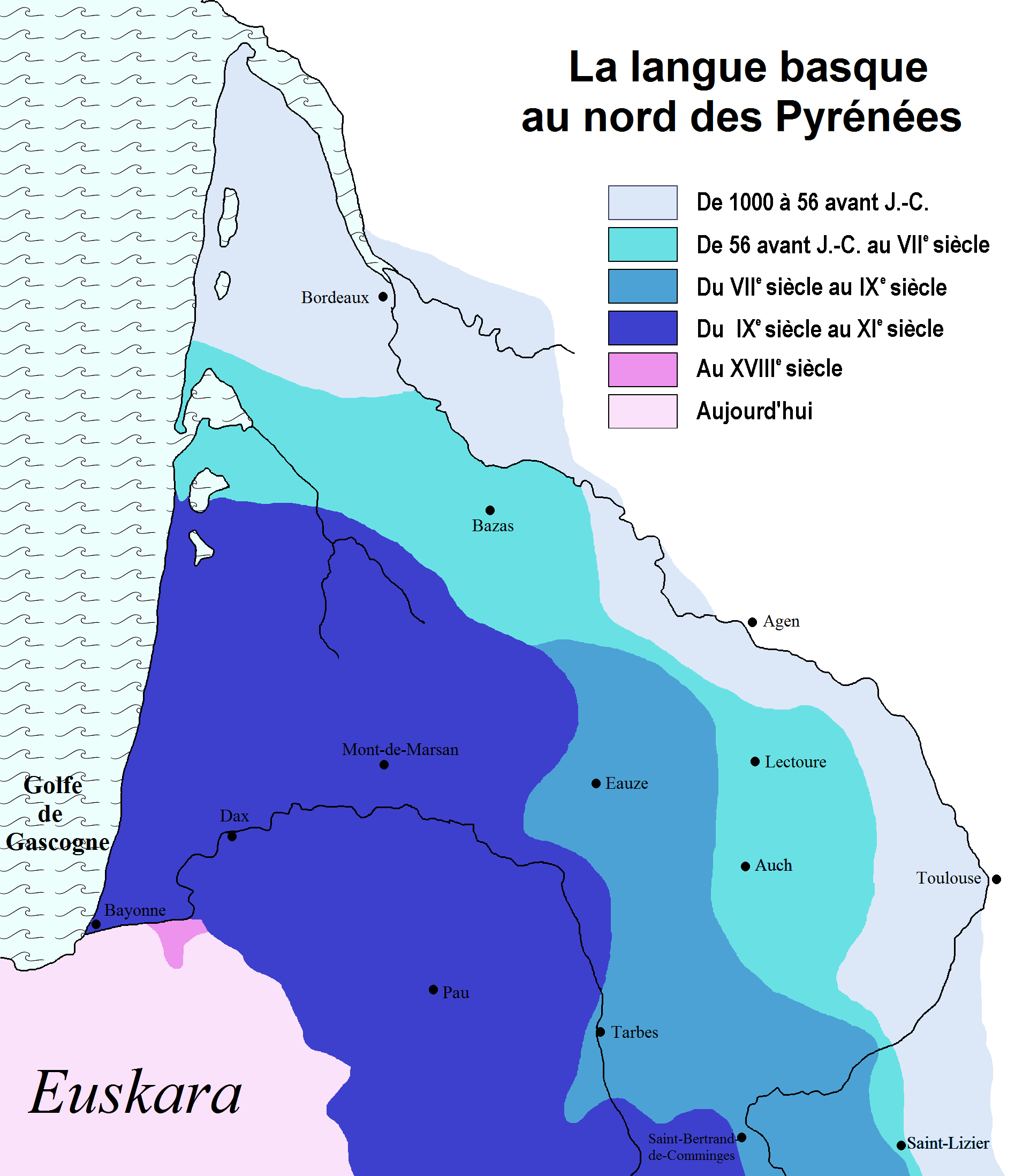
Basque médiéval en Novempopulanie.

## Composition: neuf, puis douze peuples
Elle est constituée au départ de neuf peuples (comme son nom l'indique), comme le mentionne la liste de Vérone (Laterculus Veronensis) du IIIe siècle.
En revanche, la « Notice des provinces et cités des Gaules » du Ve siècle parle de douze cités. L'hypothèse avancée pour expliquer les douze cités de la Notice des Gaules est que trois cités ont été créées après la création de la province.
Les peuples de Novempopulanie sont principalement de langue proto-basque, comme les Elusates.

## Création
La Novempopulanie résulte de la partition de la province d'Aquitaine (définie sous le règne d'Auguste) à la suite de la grande réforme de l'empire effectuée par Dioclétien vers 285 (division entre empire d'Occident et empire d'Orient, tétrarchie, création des préfectures du prétoire et des diocèses, subdivision des provinces existantes).
La Gaule aquitaine, province impériale et prétorienne, est divisée en trois provinces dites présidiales :
- Aquitaine première (Aquitanica prima ou Aquitania prima) dont la métropole est Bourges (Avaricum), capitale de la cité des Bituriges Cubes ; cette province du Massif central comprend le Berry (dont le nom vient de « Bituriges », de même que celui de Bourges),  l’Auvergne et le Rouergue ;
- Aquitaine seconde (Aquitanica secunda ou Aquitania secunda) dont la métropole est Bordeaux (Burdigala), capitale de la cité des Bituriges Vivisques ; située sur la façade atlantique entre l'estuaire de la Gironde et l'embouchure de la Loire ; cette provinces inclut les cités des Pictons (Poitiers), des Santons (Saintes) des Lemovices (Limoges) et des Bituriges Vivisques (Bordeaux), qui s'étend au sud de la Garonne ;
- Aquitaine troisième (Aquitanica tertia ou Aquitania tertia ou, plus couramment, Novempopulanie, dont la métropole est Eauze, capitale de la cité des Elusates ; cette province est située entre la Garonne et les Pyrénées, sauf le territoire des Bituriges Vivisques.

Ces provinces font partie du diocèse de Vienne et de la préfecture du prétoire des Gaules (capitale : Trèves, lieu de résidence de l'empereur d'Occident titré César, alors que l'empereur titré Auguste réside à Milan (plus tard à Ravenne), Rome n'étant plus siège du gouvernement impérial).

## Géographie historique

### Territoire
Au nord, la frontière suivait très approximativement la rive gauche de la Garonne, avec des exceptions importantes : Bordeaux, capitale du territoire des Bituriges Vivisques, était rattachée à l'Aquitaine seconde ; Aginnum (rive droite), capitale des Celtes Nitiobroges, de même ; situé entre ces deux cités, le territoire des Vasates atteignait la Dordogne.
Toulouse, successeur de Vieille-Toulouse, capitale des Volques Tectosages, et riveraine de la Garonne (rive droite surtout), près de sa confluence avec l'Ariège, était rattachée à la Narbonnaise.
Le territoire des Convènes s'étendait sur les deux rives du val d'Aran ; une partie du territoire des Consoranni, le Couserans (rive droite de la Garonne), lui était rattachée.
Cette délimitation correspond sensiblement à celle de la langue romane dite gascon moderne.

### Territoires limitrophes
La Novempopulanie était bornée à l'ouest par l'océan Atlantique.
Au sud, la Novempopulanie était séparée par les Pyrénées de la Tarraconaise, province voisine qui relevait du diocèse d'Hispanie. Le val d'Aran en relevait. Au versant sud-ouest des Pyrénées se trouvent des peuples de même culture comme les Vascons, les Vardules, les Ilergetes entre autres.
Au nord, la Novempopulanie était bornée par des populations celtes de l'Aquitaine seconde, à l'est par la Gaule narbonnaise.

### Inscription de Hasparren
Une stèle consacrée à la divinité du lieu constitue l'un des témoignages de la réorganisation de la Novempopulanie. Cette réorganisation voulue par Rome est plus conforme aux traits linguistiques, culturels et ethniques des neuf peuples de l'Aquitaine.
Cette stèle est exposée en l'église d'Hasparren au Pays basque et voici ce qui est écrit :
Flamen item
dumvir, quæstor[Quoi ?]
pagi(que) magister,
Verus, ad august
tum legato, Mu
nere functus
pro Novem opti-
nuit populis se
jungere Gallos. Urbe redux ge-
nio pagi hanc dedicat aram.
Traduction : « Flamine ainsi que duumvir, questeur et maître (juge) du pays, Verus, ayant rempli auprès d'Auguste (empereur) la charge pour laquelle il avait été délégué, a obtenu pour les neuf peuples d'être séparés des Gaulois. De retour de Rome, il dédie cet autel au génie du pays. »
On a longtemps rapproché cette inscription de la réforme de Dioclétien qui a réorganisé la carte administrative de l'Empire, divisant l'Aquitaine (comme la totalité des provinces de l'empire, devenues sans doute trop difficiles à gérer) en de moins vastes districts dont il était plus facile de contrôler les impôts. Ces nouvelles provinces plus petites sont, dans le cas de la subdivision de l'Aquitaine au nombre de trois, parmi lesquelles la Novempopulanie qui correspond à l'Aquitaine de l'époque Jules César (sud de la Garonne). Ce document est le plus souvent interprété comme une preuve de l'altérité opposant les neuf peuples aquitains (Euskariens ou proto-Basques ?) aux peuples gallo-romains, mais la procédure évoquée par la dédicace n'est qu'une réforme de l'administration romaine sans portée politique. La Novempopulanie demeure rattachée au diocèse des Gaules. C'est cependant l'interprétation retenue par les Inscriptions Latines d'Aquitaine.
Cette lecture a longtemps prévalu, s'appuyant mal sur Bladé et Mommsen. En effet, les deux savants, traduisaient dès l'origine se iungere en "se joignant", mais c'est l'inverse qui s'est imposé (seiungere "séparer"). Cette inscription commémorerait la réunion de la Novempopulanie à la Gaule, que Mommsen imagine s'être fait au détriment de l'Hispanie. Elle pourrait être confortée par l'emploi de Gallos à l'accusatif et non pas à l'ablatif.

## Peuples
Continuatrice de l'Aquitaine historique, son nom fait référence aux neuf peuples qui la composaient. Ces peuples, proto-basques pour la plupart, parfois d'origine celtique (Boïates), ou celtibères (Convènes) se différenciaient nettement des Celtes des régions Aquitaine seconde situé au nord et Narbonnaise, située à l'est.
Ces douze peuples notés dans la « Notice des provinces et cités des Gaules » sont :
1. Auscii (les Ausques) du Gers (département) (Eliumberrum mod. Auch, 32), à rapprocher de la racine basque « eusk » ;
2. Bigerri ou Bigerriones (les Biguerres) de Bigorre (Bigorra > Saint-Lézer, 65) ;
3. Boiates ou Boii du Pays de Buch (Lamothe près du Teich, 33) ;
4. Consoranni (les Consorans) du Couserans (Saint-Lizier, 09) ;
5. Convenæ (les Convènes) du Comminges (Lugdunum mod. Saint-Bertrand-de-Comminges, 31) ;
6. Elusates du bas Armagnac (Elusa > Eauze, 32) ;
7. Lectorates (les Lactorates) de Lomagne (Lactora > Lectoure, 32) ;
8. Tarbelli (les Tarbelles) de la côte basque à la Chalosse (Aquæ Tarbellicæ > Dax, 40) ;
9. Tarusates du Pays de Marsan et de la Chalosse (Tartas, 40) devenus les Aturenses au IVe siècle.

Les trois peuples qui se sont ajoutés à la liste sont les Vasates, sans doute détachés des Boiates, les Benearnenses et les Iluronenses peut-être détachés des Aquenses ou des Tarusates ou des Aturenses.
10. Vasates ou Vassei = Vocates ? du sud-est girondin ou Bazadais (Cossium mod. Bazas, 33) ;
11. Benearnenses, Benearni ou Ptiani, Pathiciani (les Bénéharnais) (Beneharnum, médiéval Lascurris, mod. Lescar, 64) ;
12. Iluronenses = Bercorates (les Ilourais) de l'Ilouron (Iluro > Oloron, 64).
L'Est de la Lomagne était à l'époque romaine contrôlé par les Volques Tectosages de la Narbonnaise.
Mais d'autres peuples encore auraient pu être individualisés, comme :
- les Atourais (Aturenses, ex Tarusates) du Tursan (Atura > Aire-sur-l'Adour, 40) ;
- les Belindes (Belindi) auxquels on attribue généralement Belin-Béliet (33) ;
- les Bercorates du Barétous (Aramits, 64) ;
- les Bipedimus (Bipedimui) parfois corrigés en Pimpedunni qui signifie « cinq places fortes » en gaulois ;
- les Campons (Camponi ; de Campan (65) ?) ;
- les Cocosates du Pays de Born de Linxe à Sanguinet (Cocosa, Cæquosa, près de Morcenx, 40) ;
- les Garoumnes (Garumni), de localisation inconnue : Raymond Lizop les suppose dans la haute vallée de la Garonne ; certains les imaginent à Gironde-sur-Dropt (33) que l'on considère plus généralement peuplé des Vasates ;
- les Onesii ou Monesi (Luchon, 31) ;
- les Onobrisates ;
- les Oscidates campestri (Oscineo, Houeillès, 47 ?) ;
- les Oscidates montani de la vallée d'Ossau (Laruns, 64) ;
- les Sassumins (Sassumini[8]) parfois corrigés en Lassumini ou Lassunni[9] (et rapprochés de Saint-Hilaire-de-Lassun) ;
- les Sennates ;
- les Sibusates ou Sybillates (Saubusse, basse vallée de l'Adour, 40) ;
- les Sotiates[10] (Sos, 47) ;
- les Suburates (province de Soule, 64) ;
- les Succases ;
- les Tornates, qu'il n'y a pas lieu de placer à Tournay (65), le nom de cette bastide provenant de la ville belge ;
- les Vellates, supposés en vallée de la Bidassoa (col de Belate) ;
- les Venames (Venami).

Ces peuples n'ont pas laissé de traces écrites ; on suppose qu'ils étaient majoritairement de culture aquitanique proto-basque. Les Boïens seraient peut-être venus de Bohême au VIe siècle av. J.-C. (premier âge du fer) ou plus probablement lors des invasions cimbres et teutonnes entre -110 et -106.
On rappelle que les Bituriges Vivisques, du Bordelais appartenaient à l'Aquitaine seconde (cf. peuples gaulois) et étaient issus des Bituriges Cubes (capitale Bourges).

## Fin
À l'effondrement de l'Empire romain d'Occident, la Novempopulanie fut conquise par les Wisigoths, avec le statut de peuple fédéré à partir de 418. Au début du VIe siècle, en 507, les Francs qui poussent de plus en plus les Wisigoths vers le sud, dominent provisoirement l'Aquitaine, la corniche cantabrique de l'Hispanie et le Nord de la vallée de l'Èbre.
À partir de 561, une alliance entre les Vascons et les Aquitains empêche la complète domination franque sur ces territoires et permet de vaincre les Francs. Pour les Vascons, le nom de Novempopulanie change pour « principat de Wasconia » et semble marquer la souveraineté militaire et politique d'un État « basque ».
Au décès de leur frère Caribert Ier (Charibert), la Novempopulanie figure dans le partage de la monarchie franque de 567.
Après les campagnes franques contre les Vascons, les Francs en 602 réussissent à imposer Genial comme vassal et duc puis Aighinane en 626. Le nom de Novempopulanie changea officiellement en 626 pour prendre celui de duché de Vasconie.